# Panama (copricapo)

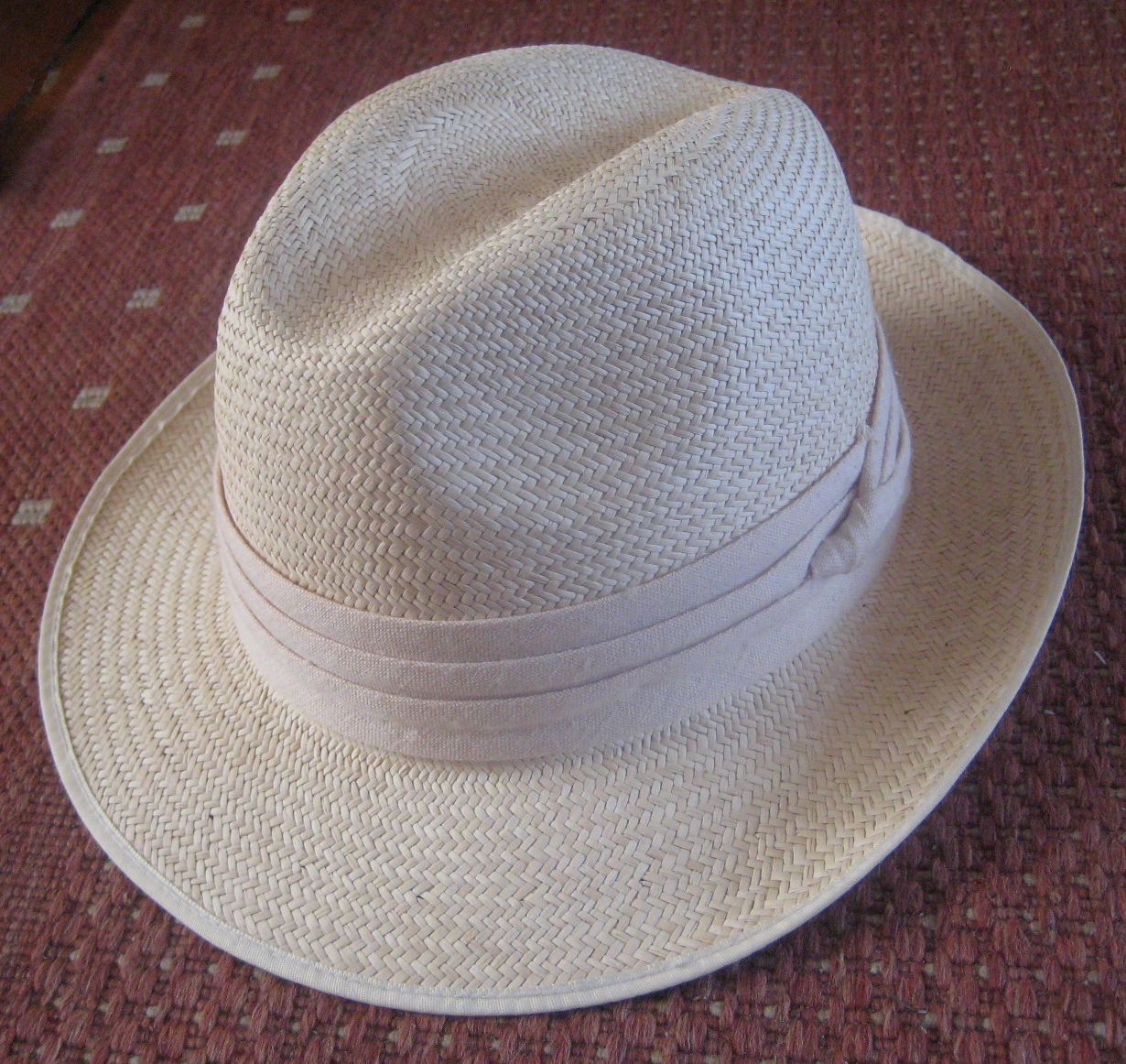

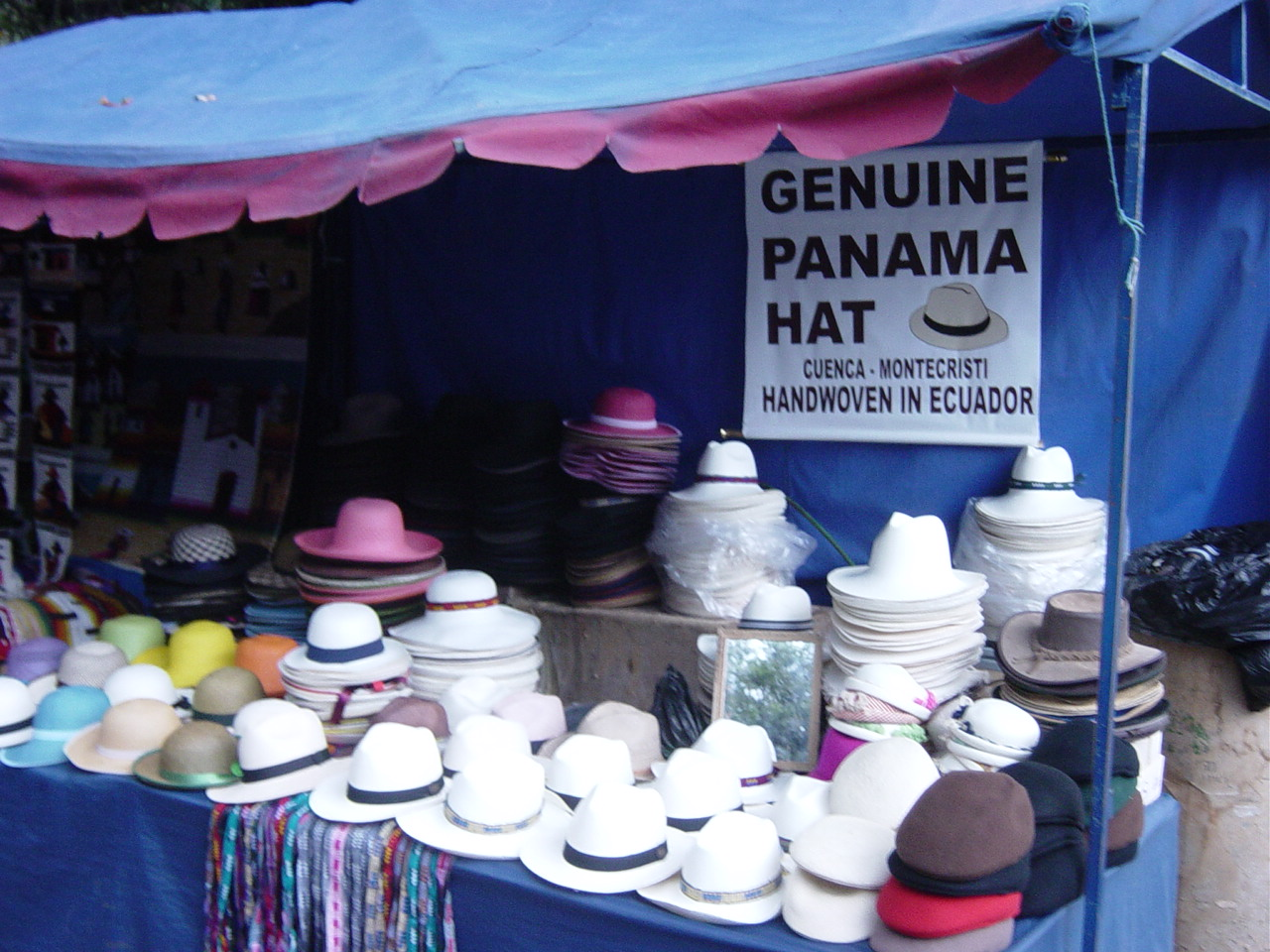
Panama venduti in un mercato di strada in Ecuador

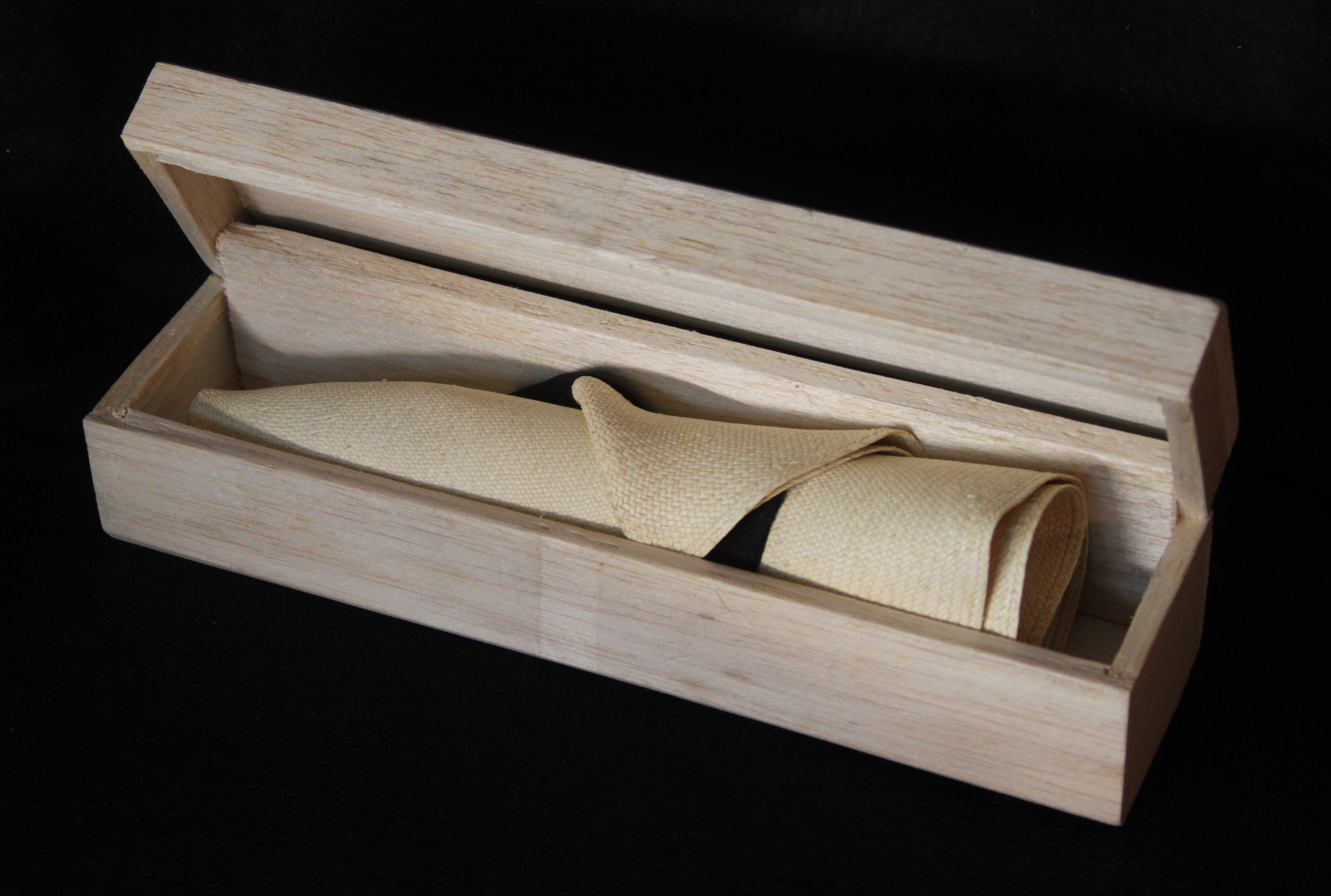
Panama Montecristi avvolto all'interno di una scatola

Il pànama, conosciuto anche come jipijapa, è un cappello da uomo, leggero, di colore chiaro e a tesa larga. Tradizionalmente viene intrecciato a mano con fibre ricavate dalle foglie ancora tenere di una pianta della famiglia delle Ciclantacee, Carludovica palmata, detta in spagnolo palma toquilla nelle zone di produzione. Il nome è usato anche per i cappelli fabbricati industrialmente.
Prodotto principalmente nella provincia di Manabí in Ecuador (nelle città di Montecristi e Jipijapa) e nello stato messicano di Campeche (nella cittadina di Bécal), è commercializzato soprattutto nella città di Cuenca in Ecuador. Il copricapo porta il nome della città di Panama solamente perché quest'ultima è stata per secoli il principale scalo commerciale da cui partiva per l'estero. Il cappello tradizionale panamense è invece il sombrero pintado, portato con la falda frontale verso l'alto nelle province interne. È fatto in modo artigianale a Pintada, nei pressi di Penonomé (capoluogo della provincia di Coclé) e nella provincia di Veraguas.
La fabbricazione, a seconda della qualità, può richiedere da un giorno a otto mesi.
Nel 2012 la tessitura tradizionale del Panama è stata riconosciuta tra i Patrimoni orali e immateriali dell'umanità dell'Ecuador.

## Storia
Le prime notizie sul panama risalgono al 1500, quando i conquistadores lo vedono indosso agli indigeni, che lo usano per proteggersi dal sole, ma le sue origini sono sicuramente molto più antiche.
A portarlo in Europa sono gli spagnoli, e il cappello cresce di popolarità; viene indossato anche da Napoleone e nel 1800 diventa il copricapo preferito dai cercatori d’oro che si recano in California passando da Panama.
A legarlo indissolubilmente in campo internazionale al nome di Panama fu il fatto che il presidente degli Stati Uniti Theodore Roosevelt lo indossò all'inaugurazione del canale di Panama nel 1906. Le foto dell'evento fecero il giro del mondo, aumentando notevolmente la notorietà del cappello.
Il panama si afferma come accessorio di classe e viene indossato da Ernest Hemingway, Winston Churchill, Nikita Khrushchev, Harry Truman, Paul Newman, Humphrey Bogart, Richard Nixon, Jacqueline Kennedy, Mick Jagger, Sean Connery e molti altri.